# Aunque te fuiste
«Aunque te fuiste», también conocido como Vuelve, es un sencillo desprendido del álbum de estudio The Last Don del cantante Don Omar. Promocionado previo al sencillo «Pobre diabla», posee un vídeo musical dirigido por Louis Martínez.

## Contenido
La historia de este tema se remonta a la juventud del cantante, cuando tenía un gran cariño por una chica de la iglesia donde él estaba como pastor evangélico. Sobre esa decepción romántica, también fue descrito en otra canción, «Lamento de una gárgola». Parte de las letras reflejan un aspecto biográfico, ya que esas experiencias lo acercaron más a la música.

## Posición en listas
| Listas (2006)                           | Mejor posición |
| --------------------------------------- | -------------- |
| Estados Unidos (Latin Tropical Airplay) | 21             |